# 南普拉特河
南普拉特河（英語：South Platte River）是普拉特河的主要支流，流经美国的科罗拉多州和内布拉斯加州，长约707千米。